# Courantmark
Die Courantmark (auch Mark Courant oder Kurantmark) war eine vor allem im Bereich der norddeutschen Hansestädte gebräuchliche Rechnungseinheit für Silbergeld. Die Courantmark ist wertmäßig ein Vorläufer der Mark (1871), also der Goldwährung des Deutschen Reichs.
„Mark“ bezeichnete ursprünglich eine Masseneinheit (siehe Mark (Gewicht)). So galt in Lübeck spätestens seit dem 13. Jahrhundert die Kölner Mark als Bezugseinheit für die Berechnung von Münzgewichten; eine Kölner Mark entspricht etwa 233,856 Gramm Feinsilber. Bereits im 15. Jahrhundert wurden in Lübeck Geldgeschäfte in Mark abgewickelt. 1403 entsprachen etwa 5,6 Mark lübisch einer Kölner Mark Feinsilber. So große Silbermünzen wurden damals jedoch noch nicht ausgeprägt; die Lübische Mark war zunächst eine reine Rechnungseinheit.
Ab 1506 wurde ein als Staatsmark bezeichnetes, gemeinsames Markstück der Städte Hamburg, Lüneburg, Wismar und Lübeck geprägt. Diese Münze war Zahlungsmittel des mittelalterlich-frühneuzeitlichen Wendischen Münzvereins und aufgrund der Handelsmacht der Hansestädte gleichzeitig im gesamten Ostseeraum. Nach Ende des Wendischen Münzvereins führten die norddeutschen Hansestädte den Taler ein. Die Mark blieb aber wichtige Rechnungsmünze im Wert von 16 Schillingen; ein Taler entsprach drei Mark und damit 48 Schillingen.
Im 18. Jahrhundert führten Hamburg und Lübeck eine Mark im – gegenüber dem Reichstaler nach dem 9-Taler-Fuß abgewerteten – 34-Mark-Münzfuß ein; hingegen wurde die Buch- bzw. Rechenwährung Mark Banco der Hamburger Bank nur minimal abgewertet. Auch die abgewertete Mark war eine Rechnungsmark, da die ausgeprägten Münzen nicht auf „Mark“, sondern auf „Schilling Hamburger Current“ lauteten. Später etablierte sich in den Hansestädten und den benachbarten Fürstentümern die französische Bezeichnung „Courant“ für Schilling und Zählmark. So gab es ab 1788 den Schilling Schleswig-Holsteinisch Courant in den Herzogtümern Schleswig und Holstein.
Im Ostseeraum war die Zählmark als „Courantmark“/„Kurantmark“/„Mark Courant“ bis ins 19. Jahrhundert die zentrale Handelswährung. Die Rechnung in Courantmark endete erst mit der im Münzgesetz des Deutschen Reichs vom 9. Juli 1873 erfolgten Deklarierung der Mark („Goldmark“) als Einheitswährung, welche das Kompromiss-Nominal zwischen dem norddeutschen Taler und dem süddeutschen Gulden bildete und deren Wert sich grob an den historischen Verhältnissen orientierte, nach denen ein Taler drei Mark entspricht.